# Agathosma cerefolium
Agathosma cerefolium es una especie de arbusto perteneciente a la familia de las rutáceas. Se encuentra en las cimas de las montañas en Sudáfrica a una altitud de 2000-3000 metros.

## Descripción
Es un arbusto que alcanza los 20-90 cm de altura, con ramitas pubescentes; las hojas oblongo-lanceoladas, agudas, llanas por encima, por debajo de quilla, piloso-ciliadas en la quilla y el margen; Las flores en umbelas con pedúnculos pubescentes.

## Taxonomía
Agathosma cerefolium fue descrita por (Vent.) Bartl. & H.L.Wendl. y publicado en Beiträge zur Botanik 1: 159, en el año 1824.
Sinonimia
- Diosma cerefolia Vent. basónimo[4]
- Agathosma melaleucoides Sond. (1860)
- Agathosma microphylla G.Mey. ex Bartl. & H.L.Wendl[1]